# Casa Josep Boguñà
La Casa Josep Boguñà, o Casa Bogonyà, és un edifici del centre de Terrassa (Vallès Occidental), situat al Raval de Montserrat, fent cantonada amb el carrer de la Unió i protegit com a bé cultural d'interès local.

## Descripció

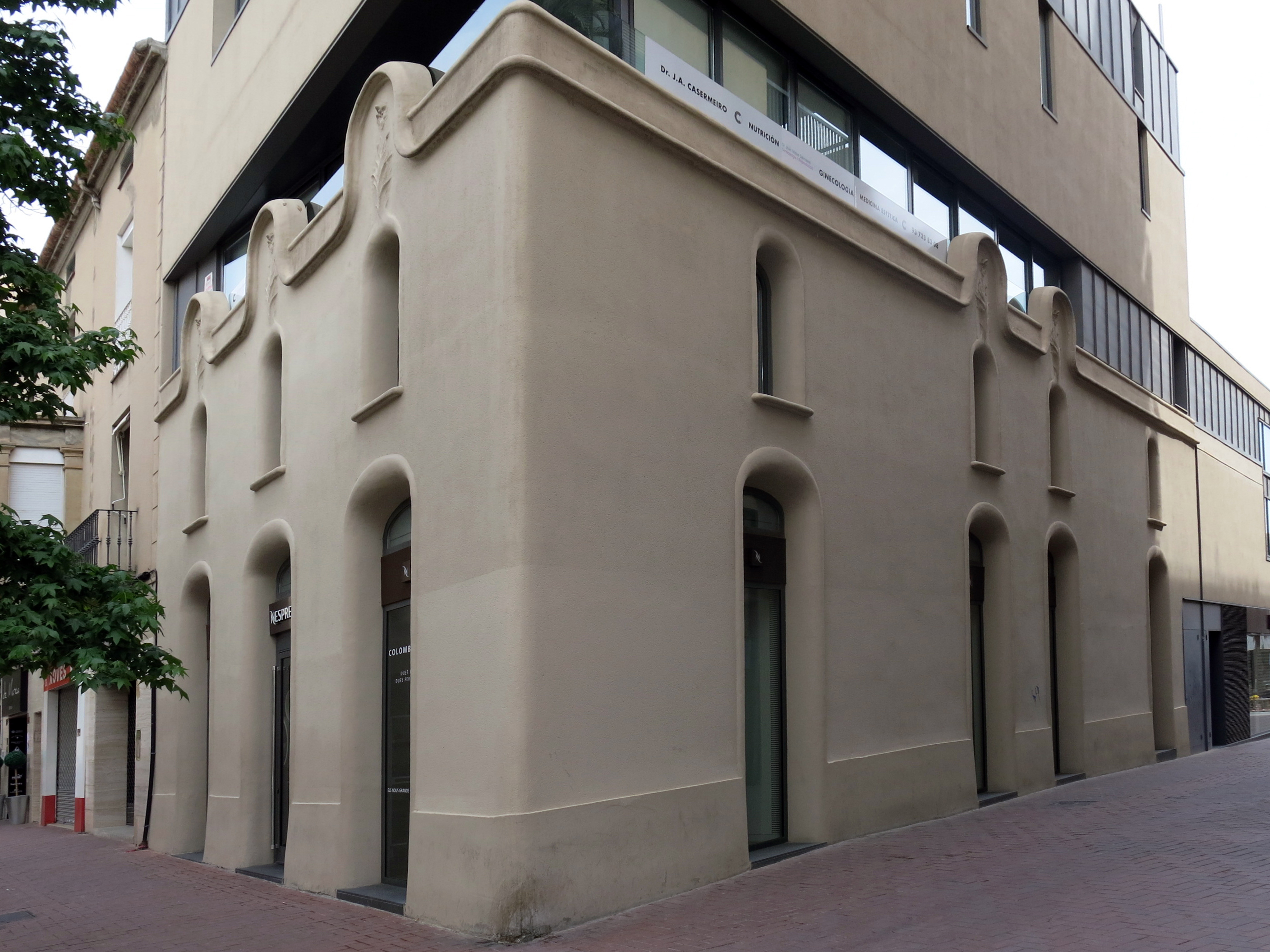
Vista de la casa des de la cantonada

És un edifici cantoner amb una mitgera i tres façanes que donen dues al carrer i una tercera al jardí. Té l'accés pel carrer de la Unió. Està format per planta baixa i pis. La façana principal mostra una disposició simètrica que presenta tres obertures per planta en forma d'arc rebaixat i cantells roms, un tret que es repeteix en l'arquitectura de Lluís Muncunill, de la seva última etapa modernista, caracteritzada per l'ús de la línia corba i sinuosa i una certa sobrietat ornamental. L'element més destacat és la cornisa, formada per una sèrie de gablets que es corresponen amb cada línia de finestra (en sentit ascendent) d'ambdues façanes al carrer. Aquests gablets prenen la forma d'arc peraltat i timpans amb relleus de motius florals. L'obra és de maó i estucat.

## Història
Els propietaris de Can Bogunyà del Mas s'establiren al raval de Montserrat, a la cantonada amb el carrer de la Unió, on el 1905 Josep Bogunyà i Galceran va encarregar a l'arquitecte Muncunill la construcció de la seva casa pairal, en un terreny que havia estat un antic emplaçament militar medieval.
A començament del segle XXI es va voler enderrocar la casa, però com que es tractava d'un bé protegit, es va solucionar salvant la façana. Així, l'any 2001 es va aprovar un canvi de protecció per poder-ne realitzar una reforma integral amb ampliació de volums, en una combinació que respecta els elements estètics de la façana original.